# Spaanse parlementsverkiezingen 1933
De Spaanse parlementsverkiezingen van 1933 vonden op 19 november van dat jaar plaats. Het was de tweede keer dat er gedurende de Tweede Spaanse Republiek (1931-1939) verkiezingen voor de Cortes Generales werden gehouden, en het waren de eerste waarin vrouwen het stemrecht uitoefenden.

## Achtergrond

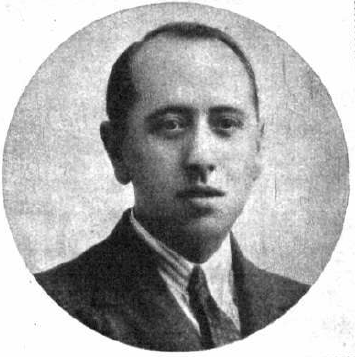
José María Gil-Robles y Quiñones de León (1898-1980), oprichter en leider van de CEDA

De eerste verkiezingen voor de Cortes Generales, het parlement van Spanje, tijdens de Tweede Spaanse Republiek vonden plaats in juni 1931 en leverde een grote overwinning op voor de sociaaldemocratische en links-liberale partijen op. De partijen die daarop onder de nieuwe premier Manuel Azaña vormden streefden een radicale omvorming van Spanje van een feodale en klerikale staat naar een burgerlijke en antiklerikale republiek na. De maatregelen die de regering wilde doorvoeren stuitten op verzet van de conservatieve en centrumpartijen. De oppositie kon vanwege onderlinge verdeeldheid echter nauwelijks een vuist maken tegen het regeringsbeleid. In februari 1933 vormden echter tal van kleinere rechtse partijen onder aanvoering van de jonge advocaat José María Gil-Robles de centrumrechtse partij Confederación Española de Derechas Autónomas (CEDA). CEDA appelleerde sterk aan de behoeften van middenklasse, de kleine burgerij, maar ook de aristocratische elite, die streefden naar stabiliteit en het terugdraaien - of in ieder geval afzwakken - van bepaalde hervormingen. De partij streefde echter geen herstel van de monarchie na en wees eveneens een klerikale staat van de hand, ook al waren de meeste kopstukken binnen de CEDA overtuigde katholieken.
Aan het einde van 1933 begon de socialistisch-liberaal-republikeinse regering van Azaña scheurtjes te vertonen: de linkse socialisten onder leiding van Francisco Largo Caballero wilde breken met de coalitie en streefde een brede socialistische regering na zonder de liberalen. Met name wees Largo Caballero samenwerking met de conservatieve republikein Alejandro Lerroux van de hand. In oktober trokken de sociaaldemocratische ministers zich uit de regering terug. Azaña bood zijn ontslag aan bij president Alcalá Zamora die Diego Martínez Barrio, een liberale republikein, opdracht gaf een interim-regering van liberalen te vormen en verkiezingen voor te bereiden.

### De verkiezingen
De socialisten gingen de verkiezingen positief in: zij verwachten een grote overwinning en de vorming van links-socialistisch kabinet (hoewel de sterke rechtervleugel van de PSOE onder Indalecio Prieto daar niets voor voelde). De socialisten kwamen echter bedrogen uit en verloren maar liefst 56 zetels ten opzichte van 1931. Grote winst van er voor de CEDA die met 115 zetels haar intrede in de Cortes deed. De partij van Alejandro Lerroux, de veteraan onder de republikeinen (die in de loop der jaren steeds verder naar rechts was opgeschoven), de Partido Republicano Radical (PRC) werd de tweede partij van het land met 102 zetels.

## Uitslag
| Politieke partij | Politieke partij | Percentage | Zetels | Verschil |
| ---------------- | --- | ---------- | ------ | -------- |
|                  | Confederación Española de Derechas Autónomas (CEDA) (Spaanse Confederatie van Rechtse Autonomen)                           | 24,3%      | 115    | -        |
|                  | Partido Republicano Radical (PRR) (Radicale Republikeinse Partij)                                                          | 21,6%      | 102    | 12       |
|                  | Partido Socialista Obrero Español (PSOE) (Socialistische Arbeiderspartij van Spanje)                                       | 12,5%      | 59     | 56       |
|                  | Partido Agrario Español (PAE) (Agrarische Partij van Spanje)                                                               | 6,3%       | 30     | 15       |
|                  | Lliga Catalana (Catalaanse Liga)                                                                                           | 5,1%       | 24     | 22       |
|                  | Comunión Tradicionalista (CT) (Gemeenschap van Traditionalisten)                                                           | 4,4%       | 21     | 16       |
|                  | Independientes derechistas (Rechtse Onafhankelijken)                                                                       | 3,9%       | 18     | 9        |
|                  | Esquerra Republicana de Catalunya (ERC) (Linkse Republikeinen van Catalonië)                                               | 3,6%       | 17     | 12       |
|                  | Partido Republicano Conservador (PRC) (Conservatieve Republikeinse Partij)                                                 | 3,6%       | 17     | 4        |
|                  | Renovación Española (RE) (Spaanse Renovatie)                                                                               | 3,0%       | 14     | -        |
|                  | Euzko Alderdi Jeltzalea-Partido Nacionalista Vasco (EAJ-PNV) (Baskische Nationalistische Partij)                           | 2,3%       | 11     | 4        |
|                  | Partido Republicano Liberal Demócrata (PRLD) (Liberaal-Democratische Republikeinse Partij)                                 | 1,9%       | 9      | 5        |
|                  | Partido Republicano Gallego (PRG) (Gallicische Republikeinse Partij)                                                       | 1,3%       | 6      | 9        |
|                  | Acción Republicana (AR) (Republikeinse Actie)                                                                              | 1,1%       | 5      | 21       |
|                  | Republicanos de centro independientes (Onafhankelijke Centrum Republikeinen)                                               | 1,1%       | 1      | 3        |
|                  | Partido Republicano Democrático Federal (PRDF) (Democratisch Federale Republikeinse Partij)                                | 0,8%       | 4      | 12       |
|                  | Partido Republicano Radical Socialista Independiente (PRRSI) (Onafhankelijke Radicaal-Socialistische Republikeinse Partij) | 0,6%       | 3      | -        |
|                  | Partido Republicano Progresista (PRP) (Progressieve Republikeinse Partij)                                                  | 0,6%       | 3      | 22       |
|                  | Unió Socialista de Catalunya (USC) (Socialistische Unie van Catalonië)                                                     | 0,6%       | 3      | 1        |
|                  | Partido Republicano de Centro (PRC) (Republikeinse Partij van het Centrum)                                                 | 0,4%       | 2      | 0        |
|                  | Partido Comunista de España (PCE) (Communistische Partij van Spanje)                                                       | 0,2%       | 11     | 1        |
|                  | Partido Republicano Radical Socialista (PRRS) (Radicaal-Socialistische Republikeinse Partij)                               | 0,2%       | 1      | 60       |
|                  | Partido Nacionalista Español (PNE) (Nationalistische Partij van Spanje)                                                    | 0,4%       | 1      | -        |
|                  | Falange Española (Spaanse Falange)                                                                                         | 0,4%       | 1      | -        |
|                  | Unió de Rabassaires (UR) (Unie van de Wijnbouwers)                                                                         | 0,4%       | 1      | 1        |
|                  | Partido Regionalista de Mallorca (PRM) (Regionalistische Partij van Mallorca)                                              | 0,4%       | 1      | -        |
|                  | Totaal | -          | 473    | -        |

## Nasleep

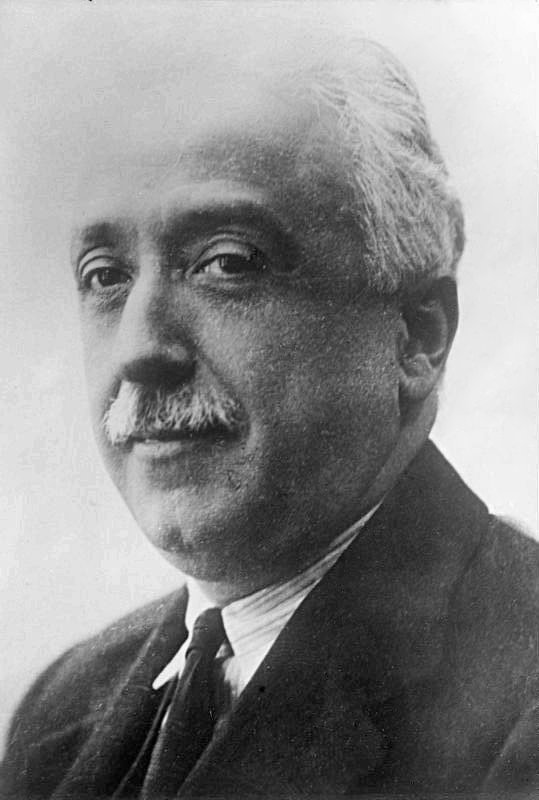
Niceto Alcalá Zamora (1877-1949), president van Spanje van 1931 tot 1936

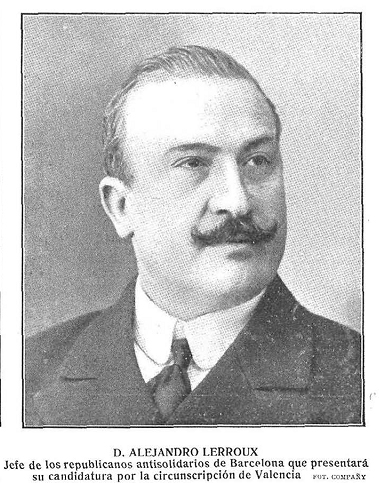
Alejandro Lerroux (1864-1949), premier van Spanje van 1933 tot 1934

President Alcalá Zamora weigerde om een lid van de CEDA tot premier te benoemen en benoemde Lerroux tot premier. Lerroux vormde een kabinet bestaande uit zijn eigen PRR en verkreeg de gedoogsteun van de CEDA. In 1934 trok de CEDA haar gedoogsteun in en werd bij de vorming van een nieuw kabinet onder Lerroux in het kabinet opgenomen.